# Тетраборан
Тетраборан — неорганическое соединение бора и водорода с формулой B4H10, бесцветный ядовитый газ со специфическим запахом, нестабилен при комнатной температуре.

## Получение
- Действием ортофосфорной кислоты на борид магния:

{\displaystyle {\mathsf {Mg_{3}B_{2}+H_{3}PO_{4}\ {\xrightarrow {<10^{o}C}}\ B_{4}H_{10}+Mg_{3}(PO_{4})_{2}\downarrow }}}
- Пропусканием диборана через печь, нагретую до 180 °С, а затем через ловушку, охлажденную до −115 °С, для конденсации продуктов реакции.

## Физические свойства
- Бесцветный газ, хорошо растворяющийся в бензоле, стабилен при температуре ниже 0 °С. На воздухе может самовоспламениться.

## Химические свойства
- При комнатной температуре и нагревании разлагается:

{\displaystyle {\mathsf {B_{4}H_{10}\ {\xrightarrow {100^{o}C}}\ {\begin{matrix}{\mathsf {B_{2}H_{6}}}\\{\mathsf {B_{5}H_{9}}}\\{\mathsf {B_{10}H_{14}}}\\{\mathsf {(BH)_{n}}}\end{matrix}}}}}
- При комнатной температуре медленно гидролизуется водой:

{\displaystyle {\mathsf {B_{4}H_{10}+12\ H_{2}O\ {\xrightarrow {\ }}\ 4\ B(OH)_{3}\downarrow +11\ H_{2}\uparrow }}}
- Быстрее разлагается растворами щелочей:

{\displaystyle {\mathsf {B_{4}H_{10}+4\ NaOH\ {\xrightarrow {\ }}\ 4\ Na[B(OH)_{4}]+11\ H_{2}\uparrow }}}
- Горит на воздухе (может самовоспламеняться):

{\displaystyle {\mathsf {2\ B_{4}H_{10}+11\ O_{2}\ {\xrightarrow {\ }}\ 4\ B_{2}O_{3}+10\ H_{2}O}}}
- Реагирует с хлором:

{\displaystyle {\mathsf {\ B_{4}H_{10}+11\ Cl_{2}\ \xrightarrow {\ } \ 4\ BCl_{3}+10\ HCl}}}
- При нагревании реагирует с аммиаком:

{\displaystyle {\mathsf {3\ B_{4}H_{10}+12\ NH_{3}\ {\xrightarrow {200^{o}C,{\mathit {p}}}}\ 4\ B_{3}H_{6}N_{3}+21\ H_{2}}}}